# Feldwebelleutnant
Der Dienstgrad Feldwebelleutnant (auch Feldwebel-Leutnant) war seit 1877 im deutschen Heer der unterste Offiziersdienstgrad. In der Kaiserlichen Marine entsprach ihm seit 1916 der Deckoffizierleutnant. Die Bezeichnung Feldwebelleutnant war auch in der Kavallerie und in der Berittenen Artillerie üblich – entgegen deren Tradition, Feldwebeldienstgrade als „Wachtmeister“ (z. B. Vizewachtmeister) zu führen.
Der Feldwebelleutnant besaß zwar den Rang eines Leutnants, rangierte jedoch stets hinter diesem, da er kein Offizierspatent besaß. Ebenso wenig unterlag er der Ehrengerichtsbarkeit des Offizierskorps. In der Zwitterstellung zwischen Unteroffizier und Offizier ähnelte der Feldwebelleutnant dem Warrant Officer in den Streitkräften der USA und Großbritanniens.
Der Dienstgrad wurde im Frühjahr 1920 in der Reichswehr abgeschafft. Die Inhaber waren zuvor vor die Wahl gestellt worden, die Offiziersprüfung abzulegen, um als aktive Leutnante weiterverwendet zu werden. Die überwiegende Anzahl wurde jedoch als „Leutnant der Landwehr a.D.“ in den Ruhestand versetzt, da der Reichswehr aufgrund des Versailler Vertrags die Einrichtung von Reservelaufbahnen untersagt war.
Der Feldwebelleutnant ist nicht zu verwechseln mit dem Wachtmeister-Leutnant, der im 17./18. Jahrhundert als Adjutant fungierte.

## Verwendung in den Reservetruppen und beim Seebataillon
Feldwebelleutnant bezeichnete keinen „aktiven“ Dienstgrad, sondern einen des „Beurlaubtenstandes“ (Reserve). Zu Feldwebelleutnants wurden in Friedenszeiten bevorzugt langgediente Unteroffiziere „des Beurlaubtenstandes“ (Reserve) befördert, im Ersten Weltkrieg auch Berufsunteroffiziere. Eine Weiterbeförderung zum Leutnant war nicht vorgesehen, kam im Ersten Weltkrieg jedoch in einigen seltenen Fällen vor.
Der Dienstgrad Feldwebelleutnant wurde 1877 bei den Ersatztruppen, dem Seebataillon, der Landwehr-Fußartillerie, den Depot-Eskadronen und dem Landsturm eingeführt. Als Reservisten-Dienstgrad fand er in Friedenszeiten in der aktiven Truppe keine Verwendung. Zum Feldwebelleutnant konnten diensterfahrene inaktive und nicht mehr dienstpflichtige Unteroffiziere unter besonderen Bedingungen ernannt werden. Im Kriegs- oder Mobilmachungsfall sollten die Feldwebelleutnante im Innendienst oder als Zugführer verwendet werden. Letztere Aufgabe teilten sie sich im Ersten Weltkrieg mit den Offizierstellvertretern.
Offizieranwärter der aktiven Laufbahn (Portepee-Fähnriche) und der Reservelaufbahn (Einjährig-Freiwillige) durchliefen diesen Dienstgrad nicht, sie rückten bei Eignung direkt zum Leutnant auf.

## Verwendung im Kadettenkorps und in der Schlossgarde-Kompanie
Im Kadettenkorps hatte jede Kompanie einen Feldwebelleutnant, der aus dem Kreis der versorgungsberechtigten Armee-Feldwebel (siehe Zivilversorgung) ausgewählt wurde. Dieser besorgte den Schriftverkehr, die Bekleidungsverwaltung und die Beaufsichtigung des Aufwärterpersonals. Auch die Hausverwalter der Kadettenanstalten konnten zu Feldwebelleutnants ernannt werden, insofern sie ehemalige Unteroffiziere waren.
Zum Personal der nur aus Unteroffizieren bestehenden preußischen Schloßgarde-Kompanie zählte zeitweilig ebenfalls ein Feldwebelleutnant.

## Uniform
Der Feldwebelleutnant trug die Offiziersuniform mit Tressen und Kragenknöpfen des Vizefeldwebels (spöttisch: „Kainszeichen“); hinzu kamen die Leutnantschulterstücke, nicht aber die silberne Schärpe (Feldbinde). Das Seitengewehr (Offiziersdegen) wurde am Mannschaftskoppel oder am Bandelier getragen.
Der Kadett-Feldwebelleutnant legte die komplette Leutnantsuniform an (ohne die „Kainszeichen“ der ungeliebten Unteroffiziersdistinktionen).